# Milionář z chatrče
Milionář z chatrče (anglický originál: Slumdog Millionaire) je britský film z roku 2008 s dramatickým a romantickým podtextem, který se odehrává v Indii. Film je volnou adaptací prvotiny indického diplomata Vikase Swarupa, jež se stala světovým bestsellerem. Z anglického originálu Q and A do češtiny přeložil Šimon Pellar, kniha v České republice s vyšla pod názvem Kdo chce být miliardářem po premiéře filmu vydána s názvem Milionář z chatrče.
V roce 2009 získal film osm cen Oscar: za nejlepší film, nejlepší režii, nejlepší píseň, nejlepší zvuk, nejlepší střih, nejlepší kameru a nejlepší adaptovaný scénář. Dále získal čtyři Zlaté glóby, a to v kategoriích nejlepší drama, režie, scénář a filmová hudba.
Film si vysloužil obrovský pozitivní ohlas mezi diváky, Robbie Collin v News of the World o snímku napsal: „Nejpříjemnější film tohoto desetiletí.“

## Obsazení
- Dev Patel jako Jamal Malik
  - Ayush Mahesh Khedekar jako dítě Jamal
  - Tanay Chheda jako teenager Jamal
- Freida Pinto jako Latika
  - Rubina Ali jako dítě Latika
  - Tanvi Ganesh Lonkar jako teenager Latika
- Madhur Mittal jako Salim K. Malik, Jamalův bratr
  - Azharuddin Mohammed Ismail jako dítě Salim
  - Ashutosh Lobo Gajiwala jako teenager Salim
- Anil Kapoor jako Prem Kumar, moderátor
- Irrfan Khan jako policejní inspektor
- Saurabh Shukla jako policista
- Mahesh Manjrekar jako Javed Khan
- Ankur Vikal jako Maman
- Rajendranath Zutshi jako producent show
- Sanchita Choudhary jako Jamalova matka
- Mia Drake Inderbitzin jako Adele, americká turistka
- Siddhesh Patil jako Arvind
- Shruti Seth jako operátorka
- Arfi Lamba jako Bardi

## Příběh
Mladý Jamal Malik z chudinské čtvrti v Bombaji se takřka bez vzdělání přihlašuje do indické adaptace soutěže Chcete být milionářem? a navzdory všem očekáváním se dostává až do finále, kde má možnost odpovědět otázku za 20 milionů rupií. Finále má však proběhnout až druhého dne a mezi tím jej zadrží nelítostná indická policie a mučením se z něj snaží dostat, jak podváděl, jak je možné, že zná odpovědi na otázky.
Jamal začíná vyprávět svůj příběh plný životních ztrát a těžkých období, kterými prošel spolu se svým bratrem Salimem a kamarádkou Latikou. Policistům je nakonec zřejmé, že Jamal otázky nikde nestudoval, ale sám se s odpověďmi na ně setkal ve svém životě; jsou jeho osudem.
Děj začíná, když je Jamalovi přibližně 9 let a při nepokojích zahyne jeho matka. On prchá spolu se svým méně poctivým bratrem a záhy se hlavní hrdina setkává se stejně starou Latikou. Na útěku jim pomůže dobrý muž, který je vezme do svého tábora pro děti, kde jim dá jídlo a vše potřebné. Záhy se však ukáže, že uvnitř není takový, jako vypadá navenek (pro vlastní profit mrzačí děti, které mu důvěřují), a Jamal chce se Salimem a Latikou uprchnout. Latice se to ale nepodaří.
Bratři se jistou dobu živí prodejem a drobnými krádežemi ve vlacích, poté se dostávají k Tádž Mahalu, kde kradou boty a předstírají, že jsou průvodci. Po nějaké době se vrací do Bombaje a vyhledají Latiku, která pracuje stále pro stejného muže jako tanečnice. Jamalův bratr tohoto zločince zastřelí a všichni tři společně prchají. Salima si však vyhlídne vlivnější konkurent zabitého a Salim pro něj začne spolu s Latikou (proti její vůli) pracovat.
Děj navazuje, jakmile má Jamal přibližně 18 let a pracuje pro telefonního operátora jako asistent. Setkává se se svým bratrem, který je nyní pravou rukou zločineckého šéfa města, a také s Latikou, která s ním musí žít. Pokusí se ji osvobodit, avšak zločinecká organizace mu v tom zabrání. Jamalovi se dostává příležitosti přihlásit se do soutěže Chcete být milionářem? a učiní tak. Doufá totiž, že jeho milovaná Latika se bude dívat, přestože má od svého pána zakázáno tento pořad sledovat.
Moderátor Jamalovi na sebevědomí moc nepřidává – naopak se jej snaží shodit, aby byl sám hvězdou č. 1. Jamalaovi se však v soutěži daří a moderátor se mu pokusí v reklamní pauze poradit špatnou odpověď. Jamal ho ale prokoukne a dostává se až k poslední otázce, která přichází až po mučení policií a postupném převyprávění celého svého životního příběhu.
Jakmile se Latika dozvídá, že je Jamal v soutěži, za pomoci jeho bratra uniká. Ten sám zastřelí svého šéfa, za což si vyslouží okamžitou smrt od jeho kumpánů. Latika se snaží dostat do studia. To se jí ale nepodaří kvůli zácpě způsobené tím, že celá Indie napjatě sleduje soutěž. Jamal si při poslední otázce neví rady, a tak použije poslední nápovědu a zavolá na mobil bratra. Ten však dal mobil Latice na útěku, takže se Jamal dovolá jí. Ačkoli mu nedokáže poradit, je Jamal rád, že to přežila a že slyší její hlas. Odpověď tipne a vyhrává 20 milionů rupií. Zanedlouho po soutěži se setkává se svou láskou na nádraží.